# Josie Knight
Pour les articles homonymes, voir Knight.
Josie Knight née le 29 mars 1997 à Dingle, est une coureuse cycliste Irlando-britannique, elle représente l'Irlande jusqu'en 2018. Elle court sur route et sur piste et est notamment championne de Grande-Bretagne de poursuite individuelle et par équipes en 2020.

## Biographie
En 2014, Josie Knight remporte la médaille d'argent en poursuite individuelle lors des championnats d'Europe sur piste juniors (moins de 19 ans). L'année suivante, aux championnats d'Europe sur piste élites, elle est sélectionnée à l'âge de 18 ans en tant que plus jeune membre de l'équipe irlandaise avec Melanie Späth, Lydia Boylan et Eimear Moran dans la poursuite par équipes. L'équipe irlandaise se classe sixième. En 2017, elle rejoint l'équipe UCI sur route WNT, où elle est coéquipière de la triple championne d'Irlandaise sur route Lydia Boylan.
Fin 2018, alors que la filière haut-niveau de la piste irlandaise est laissée à l'abandon par la fédération, Knight, qui a des parents britanniques mais est née et a grandi en Irlande, rejoint British Cycling, l'association cycliste britannique en tant qu'« invitée »,. Lors des Jeux européens en 2019 à Minsk, elle remporte l'argent en poursuite par équipes avec le quatuor britannique. En 2020, elle devient double championne de Grande-Bretagne sur piste : en poursuite individuelle et par équipes. Le report des Jeux olympiques de Tokyo en 2021, lui permet de viser une place dans le quatuor britannique de poursuite par équipes.

## Palmarès sur piste

### Jeux olympiques
- Tokyo 2020
  -  Médaillée d'argent de la poursuite par équipes
- Paris 2024
  -  Médaillée de bronze de la poursuite par équipes

### Championnats du monde
| Édition / Épreuve              | Poursuite | Poursuite par équipes                               |
| Berlin 2020                    | 12e       |                                                     |
| Roubaix 2021                   |           | Bronze                                              |
| Saint-Quentin-en-Yvelines 2022 | Bronze    | Argent                                              |
| Glasgow 2023                   |           | Or (avec Archibald, E. Barker, Morris et M. Barker) |
| Ballerup 2024                  |           | Or (avec Archibald, Roberts, Morris et Barker)      |

### Championnats d'Europe
| Édition / Épreuve     | Poursuite individuelle | Poursuite par équipes                        |
| Anadia 2014 (juniors) | Argent                 |                                              |
| Plovdiv 2020          |                        | Or (avec Barker, Kenny, Evans et Archibald)  |
| Munich 2022           | 4e                     | 4e                                           |
| Granges 2023          | Argent                 | Or (avec Barker, Morris, Evans et Archibald) |
| Apeldoorn 2024        | Or                     | Argent                                       |

### Coupe des nations
- 2022
  - 2e de la poursuite par équipes à Glasgow
  - 3e de la poursuite individuelle à Glasgow
- 2023
  - 1re de la poursuite par équipes à Milton (avec Katie Archibald, Jessica Roberts, Neah Evans et Megan Barker)
  - 3e de la poursuite par équipes à Jakarta
- 2024
  - 1re de la poursuite par équipes à Milton
  - 2e de la poursuite par équipes à Adélaïde

### Jeux du Commonwealth
| Édition / Épreuve | Poursuite par équipes |
| Birmingham 2022   | Bronze                |

### Jeux européens
| Édition / Épreuve | Poursuite par équipes |
| Minsk 2019        | Argent                |

### Championnats nationaux
- 2017
  - 2e du Championnat d'Irlande du scratch
- 2020
  -  Championne de Grande-Bretagne de poursuite individuelle
  -  Championne de Grande-Bretagne de poursuite par équipes (avec Anna Docherty, Jennifer Holl et Ella Barnwell)
  - 2e du scratch

### Autres
- 2016
  - 2e de Dublin International (omnium)

## Palmarès sur route
- 2019
  - Rás na mBan
    - 1re, 2e et 3e étapes
    - 2e du classement général et 1re du classement à points
- 2020
  - Bruxelles-Opwijk

### Classements mondiaux
| Année                                 | 2022  |
| ------------------------------------- | ----- |
| Classement UCI                        | 1155e |
|                                       |       |
| Légende : nc = non classéSource : UCI |       |